# Норвешка на Светском првенству у атлетици на отвореном 2022.
Норвешка је на 18. Светском првенству у атлетици на отвореном 2022. одржаном у Јуџину  од 15. до 25. јула учествовала осаммнаести пут, односно учествовала је на свим првенствима до данас. Репрезентација Норвешке је пријавила 19 спортиста (12 мушкараца и 7 жена), који су се такмичили у 14 дисциплина (8 мушких и 6 женских). ,
На овом првенству Норвешка је по броју освојених медаља заузела 12. место са 3 освојене медаље (1 златна, 1 сребрна и 1 бронзана). . У табели успешности према броју и пласману такмичара који су учествовали у финалним такмичењима (првих 8 такмичара) Норвешка је са 5 учесника у финалу заузела 19. место са 24 бода. 
| Плас. | Земља    | 1. место | 2. место | 3. место | 4. место | 5. место | 6. место | 7. место | 8. место | Бр. финал. | Бод. |
| ----- | -------- | -------- | -------- | -------- | -------- | -------- | -------- | -------- | -------- | ---------- | ---- |
| 19.   | Норвешка | 1        | 1        | 1        | 0        | 0        | 0        | 1        | 1        | 5          | 24   |

## Учесници
| Мушкарци: - Јакоб Ингебригтсен — 1.500 м, 5.000 м - Фердинанд Кван Едман — 1.500 м - Нарве Гиље Нордас — 5.000 м - Карстен Вархолм — 400 м препоне - Том Ерлиг Кербе — 3.000 м препреке - Јакоб Боутера — 3.000 м препреке - Пал Хауген Лилефос — Скок мотком - Сондре Гутормсен — Скок мотком - Симен Гутормсен — Скок мотком - Маркус Томсен — Бацање кугле - Ејвинд Хенриксен — Бацање кладива - Томас Мардал — Бацање кладива - Сандер Скотхеим — Десетобој | Жене: - Елизабет Слетум — 200 м, 4 х 400 м - Хеда Хине — 800 м - Каролина Бјеркели Гревдал — 5.000 м - Амали Иуел — 400 м препоне, 4 х 400 м - Астри Ерцгард — 4 х 400 м - Лин Опегард — 4 х 400 м - Беатрис Недберг Лано — Бацање кладива |

## Освајачи медаља (3)

### злато (1)
- Јакоб Ингебригтсен — 5.000 м

### сребро (1)
- Јакоб Ингебригтсен — 1.500 м

### бронза (1)
- Ејвинд Хенриксен — Бацање кладива

## Резултати

### Мушкарци
| Атлетичар            | Дисциплина       | Лични рекорд | Квалификације | Квалификације | Полуфинале           | Полуфинале           | Финале                | Финале       | Детаљи |
| Атлетичар            | Дисциплина       | Лични рекорд | Резултат      | Место         | Резултат             | Место                | Резултат              | Место        | Детаљи |
| -------------------- | ---------------- | ------------ | ------------- | ------------- | -------------------- | -------------------- | --------------------- | ------------ | ------ |
| Јакоб Ингебригтсен   | 1.500 м          | 3:28,32 НР   | 3:35,12 КВ    | 3. у гр. 2    | 3:37,02 КВ           | 3. у гр. 1           | 3:29,47 ЛРС           |              |        |
| Фердинанд Кван Едман | 1.500 м          | 3:37,39      | 3:39,92       | 10. у гр. 3   | Није се квалификовао | Није се квалификовао | Није се квалификовао  | 33 / 41 (42) |        |
| Јакоб Ингебригстен   | 5.000 м          | 12:48,45 НР  | 13:13,92 КВ   | 2. у гр. 2    |                      |                      | 13:09,24              |              |        |
| Нарве Гиље Нордас    | 5.000 м          | 13:15,82     | 13:37,14      | 13. у гр. 1   | Није се квалификовао | 24 / 41 (42)         |                       |              |        |
| Карстен Вархолм      | 400 м препоне    | 45,94 НР     | 49,34 КВ, ЛРС | 1. у гр. 3    | 48,00 КВ, ЛРС        | 1. у гр. 3           | 48,42                 | 12 / 35 (37) |        |
| Том Ерлиг Кербе      | 3.000 м препреке | 8:27,01      | 8:26,12       | 8. у гр. 2    |                      |                      | Нису се квалификовали | 23 / 40 (41) |        |
| Јакоб Боутера        | 3.000 м препреке | 8:21,69      | 8:31,47       | 9. у гр. 3    | 29 / 40 (41)         |                      | Нису се квалификовали |              |        |
| Пал Хауген Лилефос   | Скок мотком      | 5,86 НР      | 5,75 кв       | 5. у гр. А    | 5,80                 | 9 / 28 (32)          |                       |              |        |
| Сондре Гутормсен     | Скок мотком      | 5,81         | 5,75 кв       | 5. у гр. Б    | 5,70                 | 10 / 28 (32)         |                       |              |        |
| Симен Гутормсен      | Скок мотком      | 5,72         | 5,65          | 5. у гр. А    | Није се квалификовао | 15 / 28 (32)         |                       |              |        |
| Маркус Томсен        | Бацање кугле     | 21,03        | 20,27 кв      | 7. у гр. Б    | 20,66                | 10 / 29 (30)         |                       |              |        |
| Ејвинд Хенриксен     | Бацање кладива   | 81,58 НР     | 78,12 КВ      | 3. у гр А     | 80,87 ЛРС            |                      |                       |              |        |
| Томас Мардал         | Бацање кладива   | 76,74        | 72,90         | 12. у гр Б    | Није се квалификовао | 21 / 28 (30)         |                       |              |        |

#### Десетобој
| Дисциплина    | Сандер Скотхеим | Сандер Скотхеим | Сандер Скотхеим | Сандер Скотхеим | Сандер Скотхеим | Сандер Скотхеим |
| Дисциплина    | Лич. рек.       | Резултат        | Бод.            | Плас.           | Укупно          | Плас.           |
| ------------- | --------------- | --------------- | --------------- | --------------- | --------------- | --------------- |
| 100 м         | 11,17           | 10,88 ЛР        | 888             | 10.             | 888             | 10.             |
| Скок удаљ     | 7,74            | 7,55            | 947             | 5.              | 1.835           | 8.              |
| Бацање кугле  | 13,84           | 13,69           | 709             | 19.             | 2.544           | 11.             |
| Скок увис     | 2,16            | 2,17 ЛР         | 963             | 1.              | 3.507           | 7.              |
| 400 м         | 48,67           | 49,80           | 824             | 18.             | 4.331           | 7.              |
| 110 м препоне | 14,52           | 15,05           | 843             | 20.             | 5.174           | 10.             |
| Бацање диска  | 43,67           | 42,89           | 724             | 12.             | 5.898           | 13.             |
| Скок мотком   | 5,01            | 4,70            | 819             | 11.             | 6.717           | 12.             |
| Бацање копља  | 61,55           | 55,47           | 670             | 14.             | 7.387           | 14.             |
| 1500 м        | 4:29,11         | 4:40,84         | 675             | 8.              | 8.062           | 15.             |
| Десетобој     | 8.298           |                 |                 |                 | 8.062           | 15 / 18 (23)    |

### Жене
| Атлетичарка                                           | Дисциплина     | Лични рекорд | Квалификације | Квалификације | Полуфинале            | Полуфинале            | Финале                | Финале       | Детаљи |
| Атлетичарка                                           | Дисциплина     | Лични рекорд | Резултат      | Место         | Резултат              | Место                 | Резултат              | Место        | Детаљи |
| ----------------------------------------------------- | -------------- | ------------ | ------------- | ------------- | --------------------- | --------------------- | --------------------- | ------------ | ------ |
| Елизабет Слетум                                       | 200 м          | 23,20        | 23,55         | 7. у гр. 3    | Нису се квалификовале | Нису се квалификовале | Нису се квалификовале | 40 / 44 (45) |        |
| Хеда Хине                                             | 800 м          | 1:58,10 НР   | 2:06,27       | 8. у гр. 6    | Нису се квалификовале | Нису се квалификовале | Нису се квалификовале | 44 / 45      |        |
| Каролина Бјеркели Гревдал                             | 5.000 м        | 14:31,07 НР  | 14:53,07 КВ   | 3. у гр. 3    |                       |                       | 14:57,62              | 8 / 35 (37)  |        |
| Амали Иуел                                            | 400 м препоне  | 54,72        | 54,70 КВ, ЛР  | 3. у гр. 5    | 54,81 (.801)          | 6. у гр. 3            | Нису се квалификовале | 10 / 36 (37) |        |
| Астри Ерцгард Елизабет Слетум Лин Опегард Амалие Иуел | 4 х 400 м      | 3:28,58 НР   | 3:32,00       | 6. у гр. 2    |                       |                       | Нису се квалификовале | 12 / 14 (16) |        |
| Беатрис Недберг Лано                                  | Бацање кладива | 72,10 НР     | 64,81         | 14. у гр. А   | 28 / 30               |                       | Нису се квалификовале |              |        |